# Novomîrne, Bolgrad
Novomîrne (în ucraineană Новомирне) este un sat în comuna Pavlivka din raionul Bolgrad, regiunea Odesa, Ucraina.
Se află la o altitudine de 28 m deasupra nivelului mării. Are o suprafață de 0,24 km².

## Demografie
Componența lingvistică a localității Novomîrne
     Rusă (50%)
     Ucraineană (30%)
     Greacă (15%)
     Română (5%)
Conform recensământului din 2001, majoritatea populației localității Novomîrne era vorbitoare de rusă (50%), existând în minoritate și vorbitori de ucraineană (30%), greacă (15%) și română (5%).